# Пробний камінь
Пробний камінь (La pietra del paragone) — опера, або мелодрама giocoso, у двох діях Джоакіно Россіні на оригінальне італійське лібрето Луїджі Романеллі .

## Історія виконань
La Pietra del paragone була вперше представлена в La Scala, Мілан, 26 вересня 1812 року. Ця опера була першим замовленням композитора від великого оперного театру, і мала значний успіх — оперу поставили 53 рази протягом першого сезону.
В Україні оперу вперше поставили 2017 року (мовою оригіналу) силами оперної студії при Національній музичній академії України у Києві. Режисерка — Богдана Латчук, диригент — Сергій Голубничий, в ролях — Роксолана Колісник (Кларіче), Тарас Бережанський (Аздрубалє),  Дмитро Воронов (Пакувіо), Дар'я Литовченко (Фульвія), Микола Кушніренко (Макробіо), Тетяна Чайка (Баронеса) та Сергій Андрощук (Джокондо).
Переклад українською зробив Максим Стріха у 2024 році.

## Ролі
| Роль                                | Тип голосу   | Прем'єра, 26 вересня 1812 (Диригент: Алессандро Ролла) |
| ----------------------------------- | ------------ | ------------------------------------------------------ |
| Граф Асдрубалє                      | бас          | Філіппо Галлі                                          |
| Кларіче                             | контральто   | Марієтта Марколіні                                     |
| Джокондо                            | тенор        | Клаудіо Бонольді                                       |
| Пакувіо, поет                       | баритон      | П'єтро Васолі                                          |
| Донна Фульвія                       | мецо-сопрано | Орсола Фей                                             |
| Макробіо, журналіст                 | баритон      | Антоніо Парламаньї                                     |
| Баронеса Аспасія                    | сопрано      | Кароліна Зербіні                                       |
| Фабріціо                            | бас          | Паоло Россінньолі                                      |
| Садівники, гості, солдати, мисливці |              |                                                        |

## Лібретто
«Пробним каменем» названо план головного персонажа опери — графа Асдрубале перевірити щирість донни Фульвії, баронеси Аспасії та маркизи Клариси, кожна з яких стверджує, що любить багатого дворянина.
Місце: вілла графа Асдрубале за містом.
Час: початок 19 ст.

### Дія 1
Пакувіо намагається зацікавити гостей будинку графа Асдрубале своїми нудними поетичними віршами, але безуспішно. Сам Асдрубале захоплений Кларіче, але, будучи переслідуваним трьома жінками одночасно, він не впевнений, що він може довіряти одній із них. Крім того, до Кларіче залицяється також друг графа Джокондо, і кому з двох чоловіків вона віддає перевагу, далеко не ясно.
Асдрубале заручається допомогою свого мажордома Фабріціо, щоб перевірити щирість емоцій дам. Коли більшість гостей опиняються разом із графом, Фабріціо показує термінового листа, в якому йдеться про розорення графа, сам Асдурбале реагує на лист удаваним відчаєм.
Асдурбале натомість переодягається у східне вбрання і з'являється під виглядом ніби-то кредитора у супроводі нотаріуса і заявляє про свої права на будинок як кредитор графа. Гості реагують на появу нового власника по-різному: більшість вітають нового власика і тільки Кларіче і Джокондо зберігають вірність графу.
Неочікувано для багатьох Фабріціо оголошує, що борги Асдрубале були погашені. Загальна радість контрастує з жахом гостей, які усвідомлюють, що їх обманом змусили розкрити графу свою фальш і низькі мотиви.

### Дія 2
Фульвія та Аспазія закликають Пакувіо та Макробіо помститися графу та Джокондо, викликавши їх на дуель, проте Пакувіо від  пропозиції ухиляється.
Кларіче вирішує, що, оскільки її кохання було випробувано графом, вона випробує його у відповідь. Вона переодягається у чоловіче вбрання і удає свого брата-близнюка, оголошуючи, ніби у нього забрали «його сестру», і граф більше ніколи її не побачить. Асдрубале збентежений і знову замикається у своїх кімнатах, погрожуючи самогубством. На завершення він просить Фабріціо передати записку молодому офіцеру для Кларіче, шкодуючи про свої смішні ревнощі. Кларіче розуміє, що здобула перемогу, і відправляє записку зі своїм підписом. Граф впізнає підпис і вибігає зі своїх кімнат.
На загальний подив Кларіче скидає маску. Присутні занурюються у всеохопну радість.

## Записи
| рік  | У ролях: Асдрубале, Кларіче, Джокондо, Пакувіо                                 | диригент, оперний театр і оркестр | Лейбл                                        |
| ---- | ------------------------------------------------------------------------------ | --- | -------------------------------------------- |
| 1971 | Джон Рірдон, Беверлі Вулф, Хосе Каррерас, Хустіно Діас                         | Ньюелл Дженкінс, Нью-Йоркський оркестр і хор Clarion Concerts                                                                                    | CD: Vanguard Classics Кат: 08-9031-73        |
| 2002 | Марко Вінко, Кармен Опрішану, Рауль Гіменес, Бруно Де Сімоне                   | Карло Ріцці, Оркестр Комунального театру Болоньї та Празький камерний хор (Запис виступу на оперному фестивалі Россіні, Пезаро, серпень 2002 р.) | CD: Оперний фестиваль Россіні Кат: ROF 11053 |
| 2004 | Раффаеле Костянтіні, Агата Бєнковська, Алессандро Коделуппі, Джоаккіно Зареллі | Алессандро де Марчі, Чеські камерні солісти та хор (Запис виступів, зроблених на фестивалі Россіні у Вільдбаді, липень 2001 р.)                  | CD: Naxos Cat: 8.660093-95                   |
| 2007 | Франсуа Ліс, Соня Пріна , Хосе Мануель Сапата, Крістіан Сенн,                  | Жан-Крістоф Спінози, Ансамбль Матеус і хор театру Regio di Parma (Відеозапис, зроблений на виставах у Театрі Шатле, Париж, січень 2007 р.)       | DVD: Naïve Records Кот: V 5089               |